# Gran Premi del Japó del 1999
Resultats del Gran Premi del Japó de Fórmula 1 de la temporada 1999 disputat al circuit de Suzuka el 31 d'octubre del 1999.

## Resultats
| Pos | No | Pilot                 | Equip                  | Voltes | Temps/ Retirada  | Pos. de sortida | Punts |
| --- | -- | --------------------- | ---------------------- | ------ | ---------------- | --------------- | ----- |
| 1   | 1  | Mika Häkkinen         | McLaren - Mercedes     | 53     | 1h 31' 18. 785   | 2               | 10    |
| 2   | 3  | Michael Schumacher    | Ferrari                | 53     | + 5.015 s        | 1               | 6     |
| 3   | 4  | Eddie Irvine          | Ferrari                | 53     | + 1' 35.688 min. | 5               | 4     |
| 4   | 8  | Heinz-Harald Frentzen | Jordan - Mugen - Honda | 53     | + 1' 38.635 min. | 4               | 3     |
| 5   | 6  | Ralf Schumacher       | Williams - Supertec    | 53     | + 1' 39.494 min. | 9               | 2     |
| 6   | 11 | Jean Alesi            | Sauber - Petronas      | 52     | + 1 Volta        | 10              | 1     |
| 7   | 17 | Johnny Herbert        | Stewart - Ford         | 52     | + 1 Volta        | 8               |       |
| 8   | 16 | Rubens Barrichello    | Stewart - Ford         | 52     | + 1 Volta        | 13              |       |
| 9   | 22 | Jacques Villeneuve    | BAR - Supertec         | 52     | + 1 Volta        | 11              |       |
| 10  | 10 | Alexander Wurz        | Benetton - Playlife    | 52     | + 1 Volta        | 15              |       |
| 11  | 12 | Pedro Diniz           | Sauber - Petronas      | 52     | + 1 Volta        | 17              |       |
| 12  | 23 | Ricardo Zonta         | BAR - Supertec         | 52     | + 1 Volta        | 18              |       |
| 13  | 14 | Pedro de la Rosa      | Arrows                 | 51     | + 2 Voltes       | 21              |       |
| 14  | 9  | Giancarlo Fisichella  | Benetton - Playlife    | 47     | Motor            | 14              |       |
| Ret | 15 | Toranosuke Takagi     | Arrows                 | 43     | Caixa canvi      | 19              |       |
| Ret | 20 | Luca Badoer           | Minardi - Ford         | 43     | Motor            | 22              |       |
| Ret | 2  | David Coulthard       | McLaren - Mercedes     | 39     | Hidràulics       | 3               |       |
| Ret | 21 | Marc Gené             | Minardi - Ford         | 31     | Caixa canvi      | 20              |       |
| Ret | 7  | Damon Hill            | Jordan - Mugen - Honda | 21     | Retirada         | 12              |       |
| Ret | 18 | Olivier Panis         | Prost - Peugeot        | 19     | Alternador       | 6               |       |
| Ret | 19 | Jarno Trulli          | Prost - Peugeot        | 3      | Motor            | 7               |       |
| Ret | 5  | Alessandro Zanardi    | Williams - Supertec    | 0      | Part elèctrica   | 8               |       |

## Altres
- Pole: Michael Schumacher 1' 37. 470

- Volta ràpida: Mika Häkkinen 1' 41. 319 (a la volta 31)